# Zdzisław Langhamer
Zdzisław Roman Langhamer (ur. 6 lutego 1918 we Lwowie, zm. 26 lutego 1984 w Glastonbury) – kapitan pilot Polskich Sił Powietrznych w Wielkiej Brytanii.

## Życiorys
Absolwent XII Promocji Szkoły Podchorążych Lotnictwa – 1939 r. pilot, lokata-30. Po ukończeniu SPL w 1939 r. przydzielony do 142 eskadry myśliwskiej 4 pułku lotniczego w Toruniu. Z eskadrą tą odbył wojnę obronną 1939 r. w składzie Lotnictwa Armii Pomorze.
Po kampanii wrześniowej z 1939 przez Rumunię przedostał się do Francji i rozpoczął szkolenie w formujących się polskich jednostkach lotniczych.
Po klęsce francuskiej dotarł do Wielkiej Brytanii, gdzie przybył 27 czerwca 1940 roku. Wcielony do polskiego lotnictwa, otrzymał numer służbowy RAF P-0694. Od dnia 19 września 1940 do 1 kwietnia 1942 roku, latał bojowo w 306 dywizjonie myśliwskim Toruńskim. W przerwie operacyjnej od kwietnia 1942 do października 1942 r. instruktor pilotażu w 58 OTU. W dniu 18 września 1942 roku, wrócił do latania operacyjnego w 306 dywizjonie myśliwskim.
31 grudnia 1942 roku wziął udział w operacji Rodeo 140 i zestrzelił Fw-190, który okazał się 501 samolotem zestrzelonym przez polskich lotników w Wielkiej Brytanii. 11 lutego 1943 roku, został dowódcą eskadry w 306 dywizjonie myśliwskim. W lutym 1944 roku zakończył latanie bojowe, przeniesiono go do Polskiej Bazy Lotniczej w Blackpool.
Absolwent V kursu Wyższej Szkoły Lotniczej (3 kwietnia-27 listopada 1944), a później oficer do zleceń w Dowództwie PSP (październik 1944-kwiecień 1946). Służbę zakończył w stopniu kapitana. Zaliczono mu dwz zycięstwa pewne oraz 3 uszkodzenia, co dało mu 147 pozycję na liście Bajana.
Po wojnie zamieszkał w Wielkiej Brytanii, gdzie zmarł w 1984 roku, w Glastonbury. Pochowany został w West Pennard w Wielkiej Brytanii.

## Odznaczenia
- Krzyż Walecznych (trzykrotnie)
- Medal Lotniczy